# صموئيل إم. روبين
صموئيل إم. روبين (بالإنجليزية: Samuel M. Rubin)‏ هو شخصية أعمال أمريكي، ولد في 24 مايو 1918، وتوفي في 5 فبراير 2004.